# Mansión encantada (atracción)

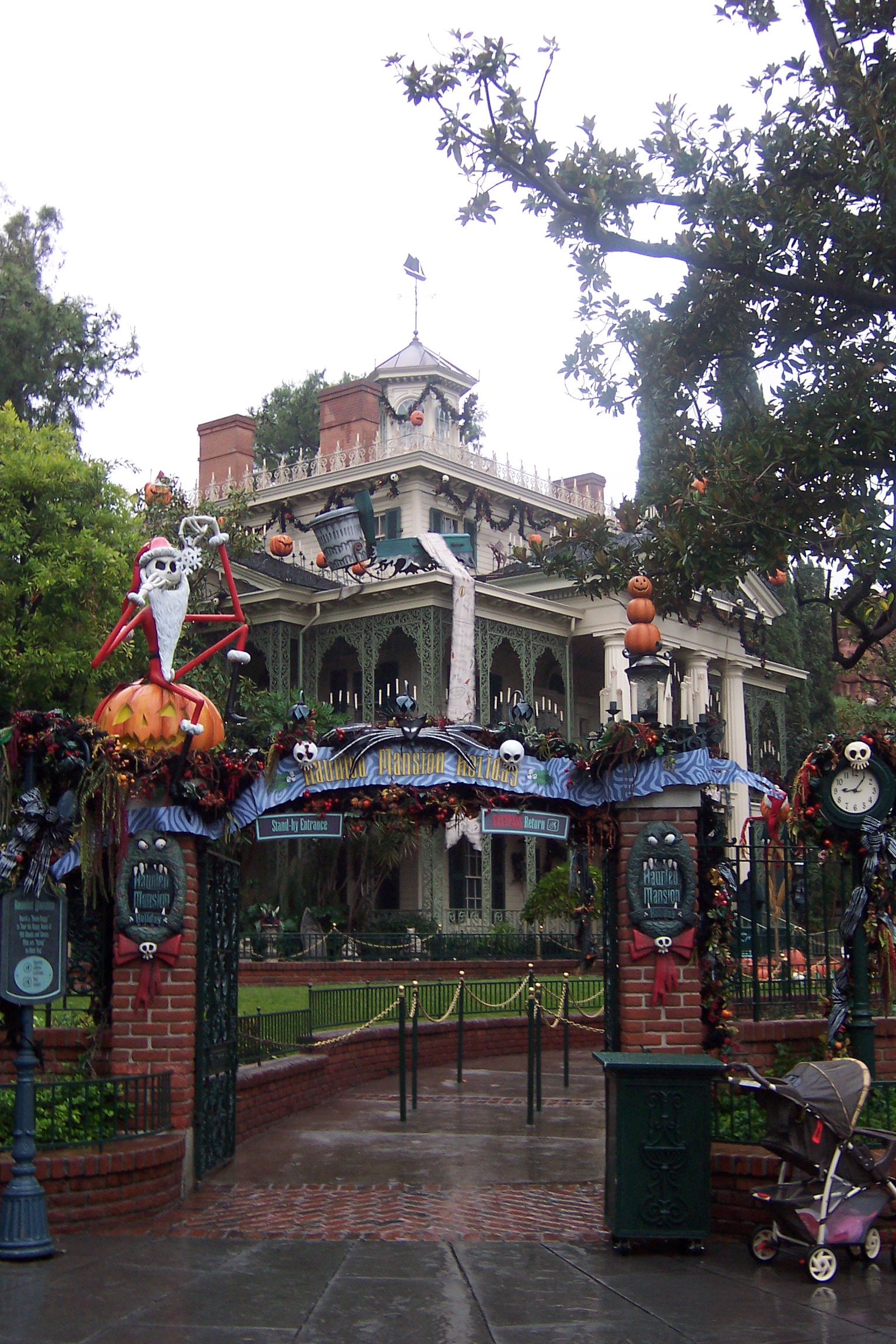
Haunted Mansion en Disneyland, decorada con motivos de Halloween

Una mansión encantada, casa del terror o pasaje del terror es una atracción que simula la visita a una estructura habitada por lo que parecen ser seres sobrenaturales como fantasmas u otras entidades. También pueden existir atracciones con otro tipo de temática como puede ser animales «rabiosos» o asesinos fugados. La ilusión — creada por actores, animatronic, decorados teatrales, sonidos, iluminación, y otros efectos especiales diseñados para asustar — estereotípica para quien compra la entrada al lugar. Estas atracciones están abiertas al público y comúnmente en el mes de octubre, con la llegada de Halloween. Sin embargo, una pequeña porción de estas atracciones está abiertas durante todo el año. A través de los años, las casas encantadas han ido más allá de la típica Casa del terror incluyendo cualquier lugar que pueda ser susceptible de «acomodar» a la experiencia, tales como factorías, viejas prisiones, fábricas, hospitales y asilos de los años 1990, o incluso casas rurales.
- Datos: Q1139917